# 馬希山 (圖克斯山)
47°15′04″N 11°48′22″E / 47.25121°N 11.80611°E

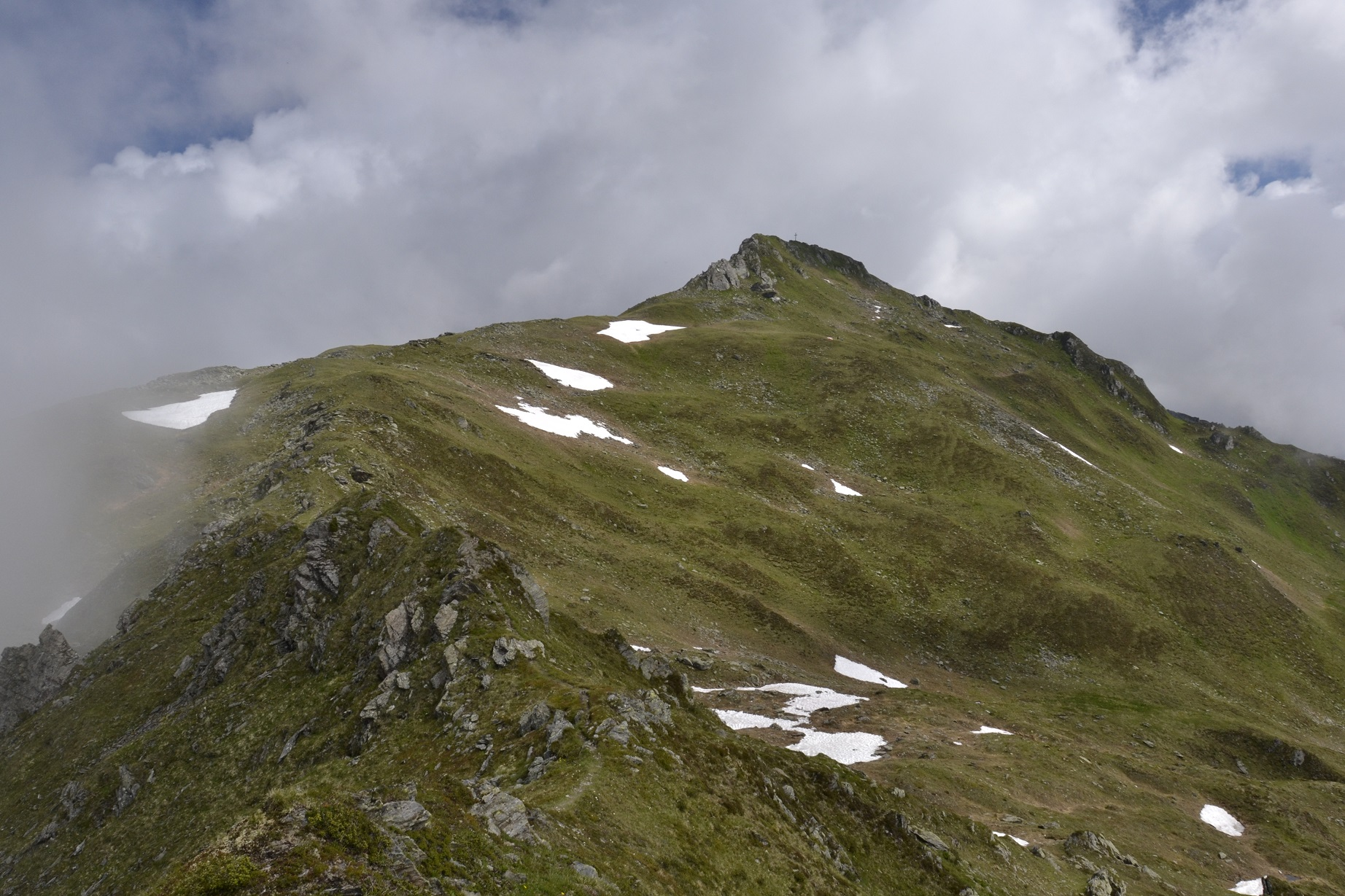

馬希山（德語：Marchkopf），是奧地利的山峰，位於該國西部，由蒂羅爾州負責管轄，屬於圖克斯山的一部分，該山峰海拔高度2,499米，每年平均降雨量1,806毫米。